# Bernardino Piñera Carvallo
Bernardino Piñera Carvallo (Parijs, 22 september 1915 – Santiago, 21 juni 2020) was een Chileens geestelijke en een aartsbisschop van de Rooms-Katholieke Kerk. Sebastián Piñera, tweevoudig president van Chili, was zijn neef.

## Biografie
Piñera Carvallo werd op 5 april 1947 priester gewijd. Op 11 april 1958 werd hij benoemd tot hulpbisschop van Talca; hij werd tevens benoemd tot titulair bisschop van Prusias ad Hypium. Zijn bisschopswijding vond plaats op 27 april 1958.
Op 10 december 1960 werd Piñera Carvallo benoemd tot bisschop van Temuco. Op 28 december 1977 trad hij af als bisschop. Op 1 juli 1983 werd hij benoemd tot aartsbisschop van La Serena. Als aartsbisschop van La Serena was hij van 1984 tot 1986 tevens apostolisch administrator van de suffragane territoriale prelatuur Illapel. 
Piñera Carvallo nam deel aan het Tweede Vaticaans Concilie. Op 29 september 1990 ging hij met emeritaat. Hij was vanaf 20 september 2016 tot aan zijn overlijden op 21 juni 2020 de oudst levende rooms-katholieke bisschop. Hij overleed op 104-jarige leeftijd.